# Lista gatunków z rodzaju przetacznik

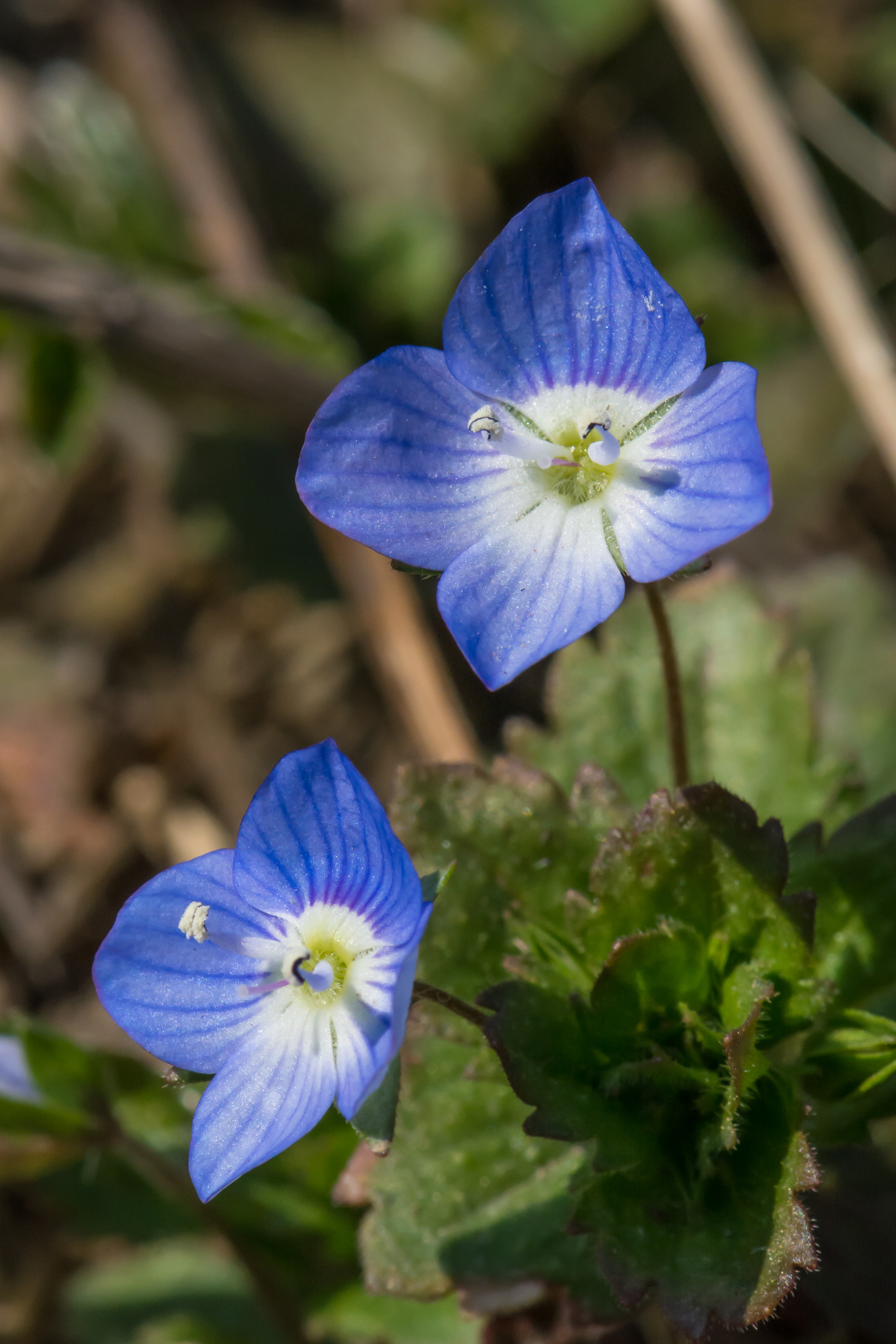
Przetacznik perski

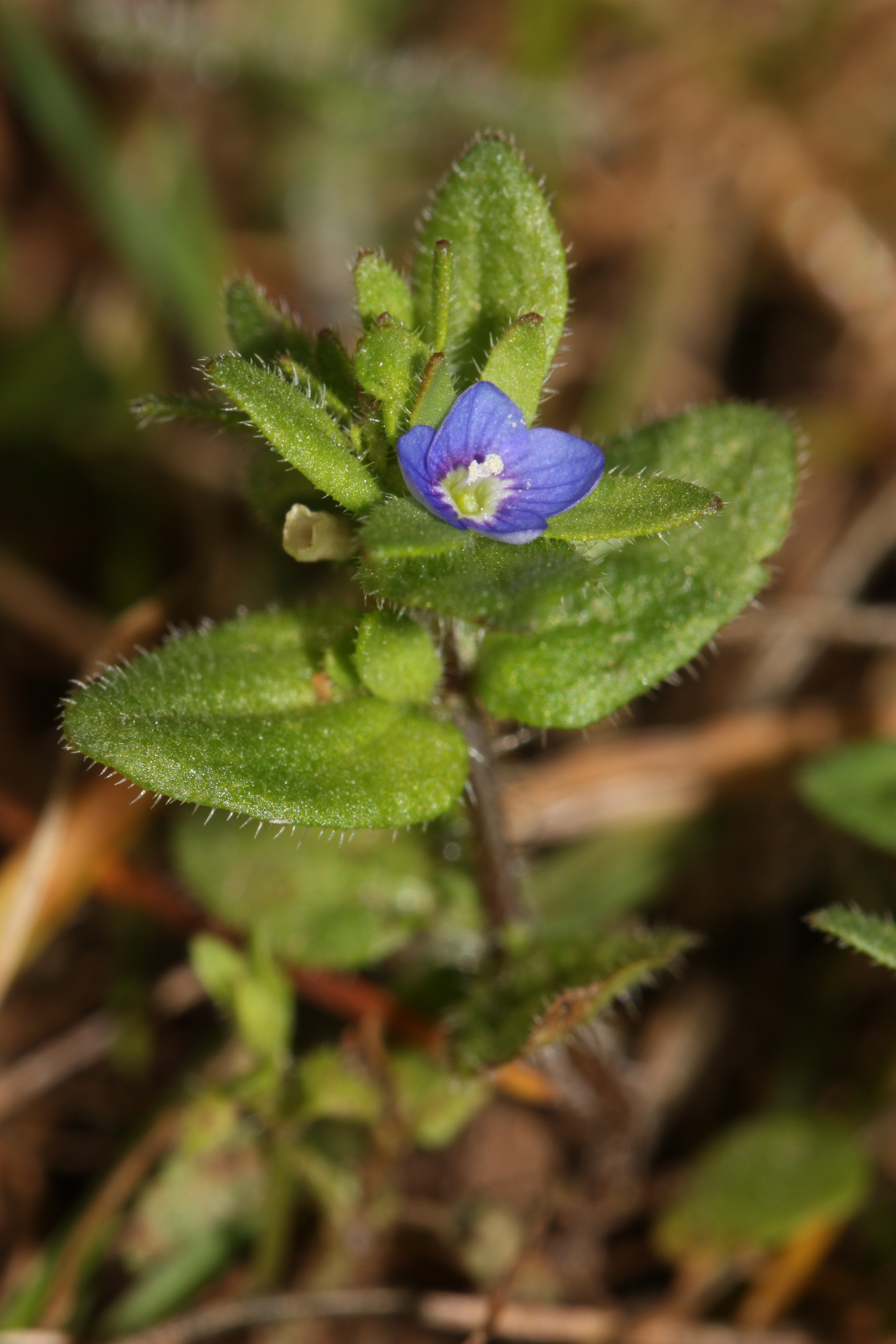
Przetacznik polny

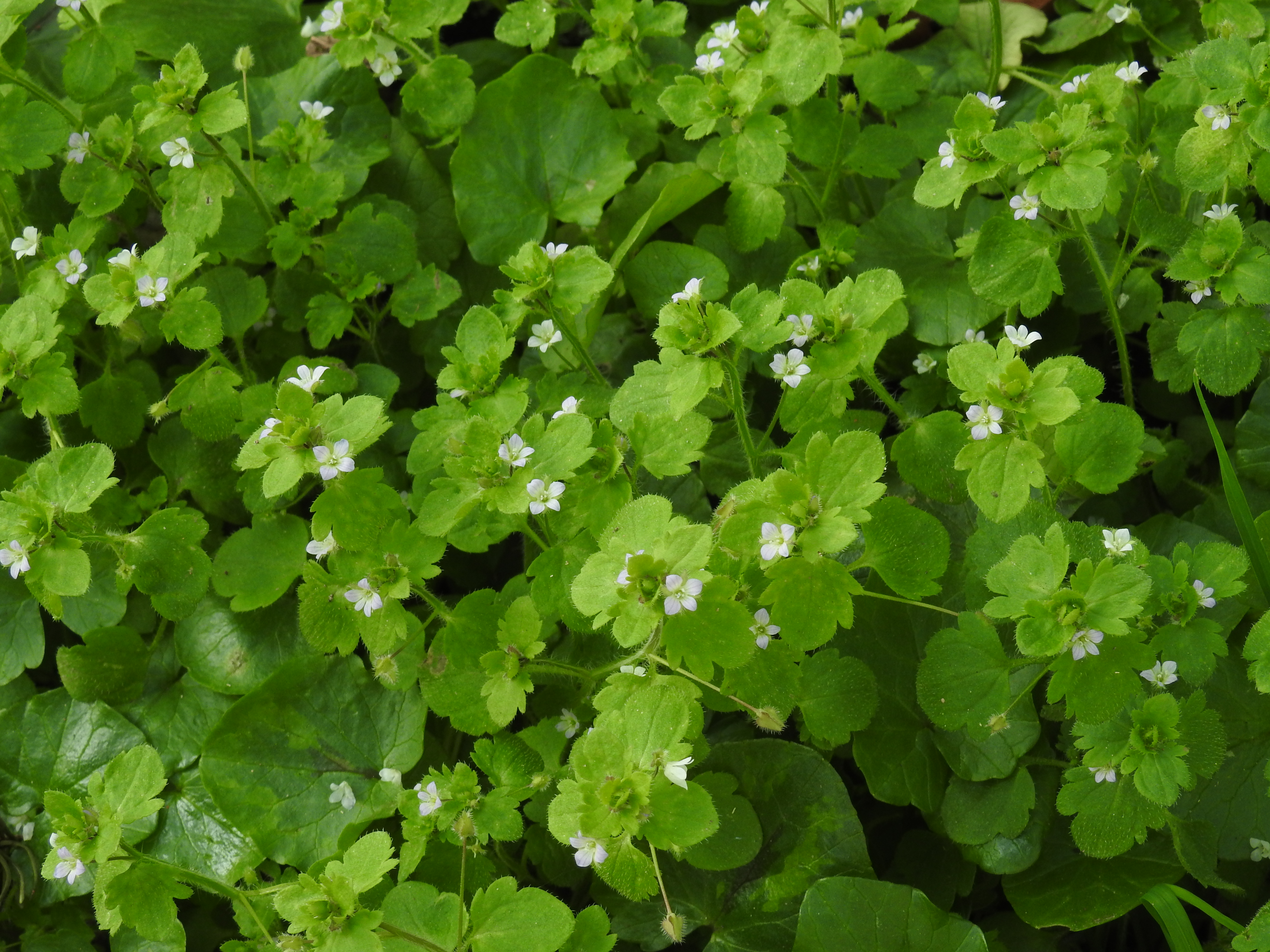
Przetacznik blady

Lista gatunków z rodzaju przetacznik (Veronica) – lista gatunków z rodzaju roślin z rodziny babkowatych. Należy do niego 461 gatunków według bazy taksonomicznej Plants of the World online.

## Wykaz gatunków

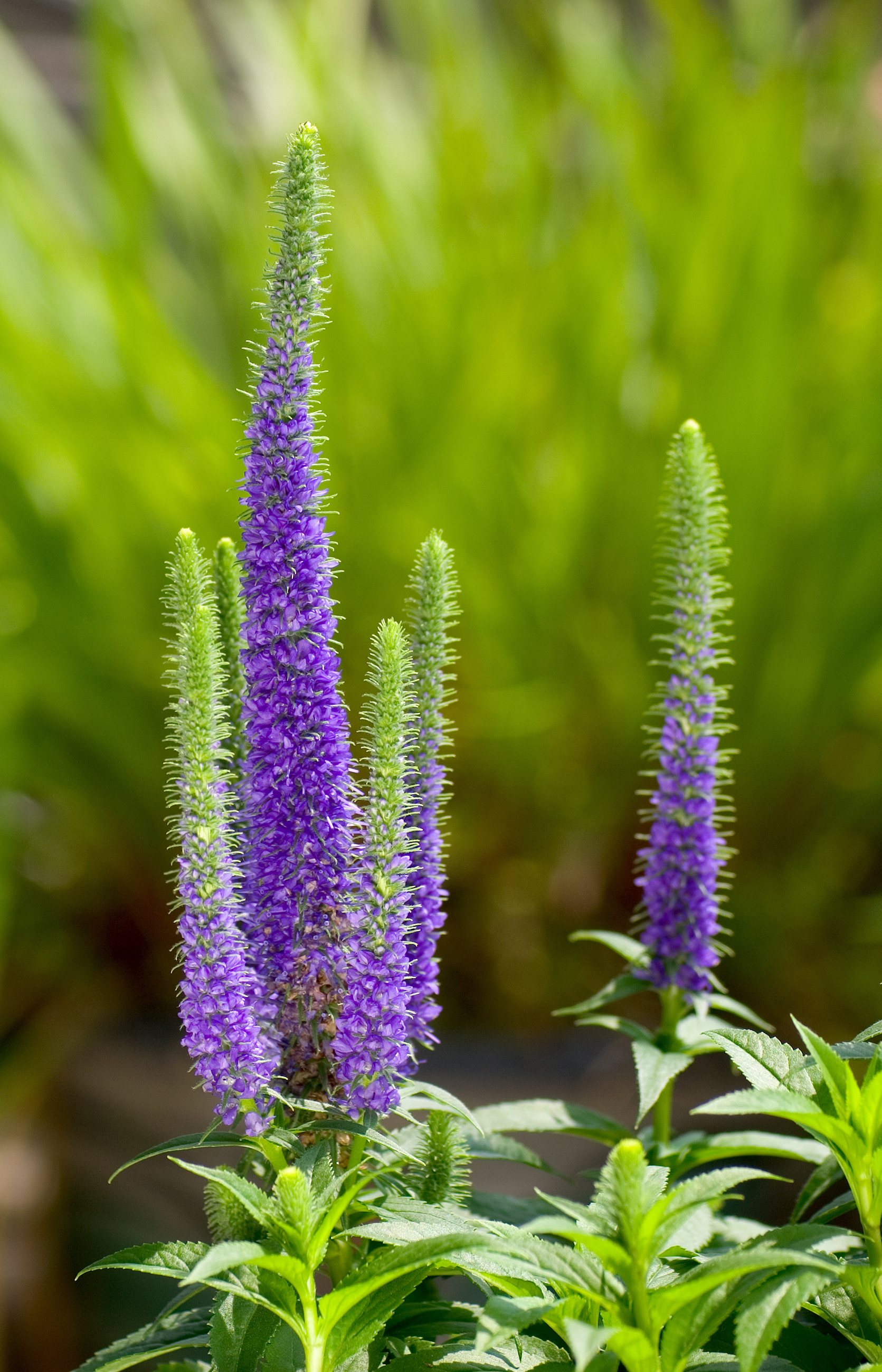
Przetacznik kłosowy

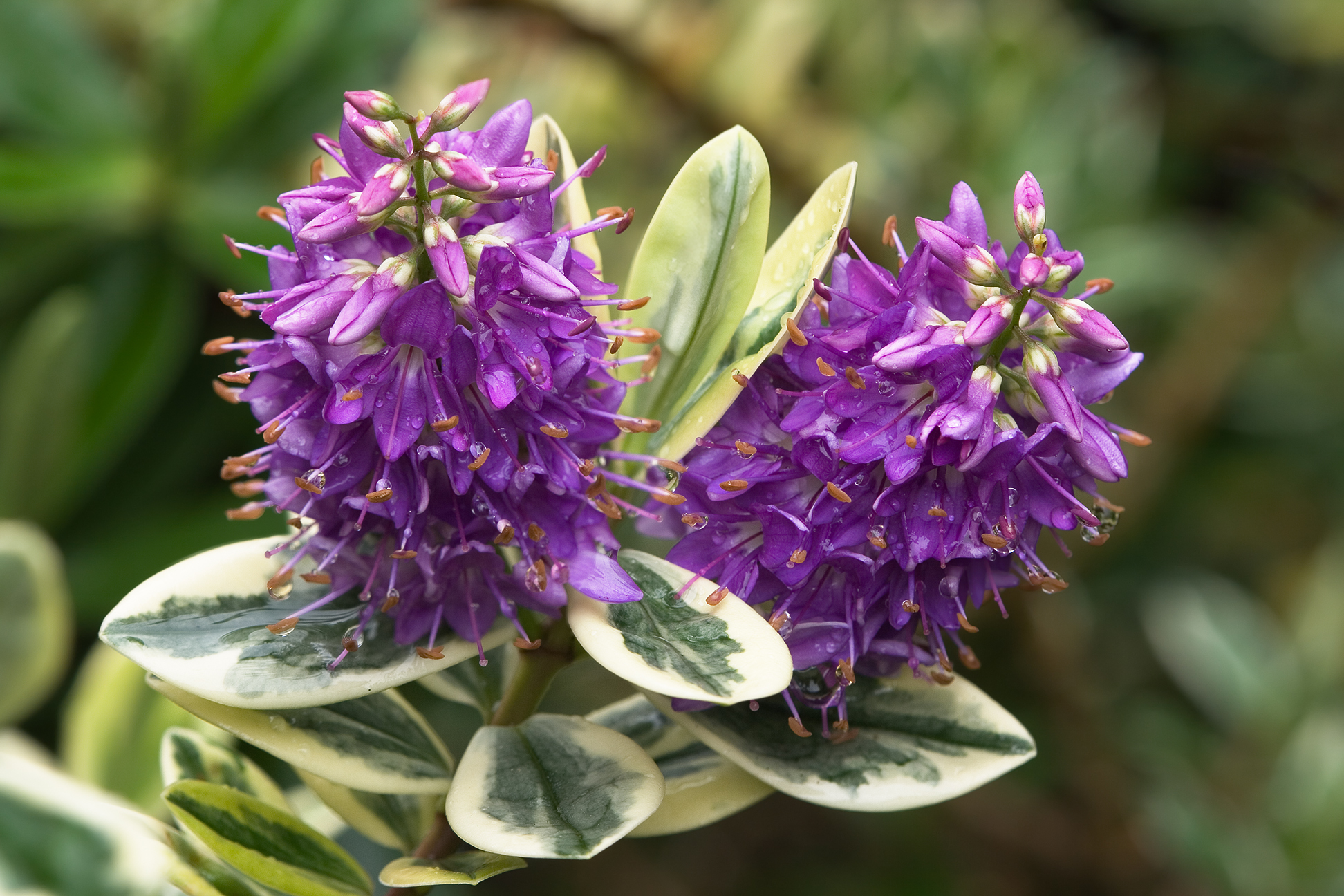
Veronica × franciscana

Wykaz (ujęcie taksonomiczne) według Plants of the World online. Nazwy polskie według:

- Veronica abyssinica Fresen.
- Veronica acinifolia L.
- Veronica acrotheca Bornm. & Gauba
- Veronica adamsii Cheeseman
- Veronica × affinis (Cheeseman) Garn.-Jones
- Veronica agrestis L. – przetacznik rolny
- Veronica alaskensis M.M.Mart.Ort. & Albach
- Veronica alatavica Popov
- Veronica albicans Petrie
- Veronica albiflora (Pennell) Albach
- Veronica allahuekberensis Öztürk
- Veronica allionii Vill. – przetacznik Alliona
- Veronica alpina L. – przetacznik alpejski
- Veronica × altaica Kosachev
- Veronica americana (Raf.) Schwein. ex Benth.
- Veronica amoena M.Bieb.
- Veronica amplexicaulis J.B.Armstr.
- Veronica anagallis-aquatica L. – przetacznik bobownik
- Veronica anagalloides Guss. – przetacznik mułowy
- Veronica × andersonii Hérincq
- Veronica angustifolia (Vahl) Bernh.
- Veronica angustissima (Cockayne) Garn.-Jones
- Veronica annulata (Petrie) Cockayne ex Cheeseman
- Veronica antalyensis M.A.Fisch., Erik & Sümbül
- Veronica aphylla L. – przetacznik różyczkowaty
- Veronica aragonensis Stroh
- Veronica archboldii Pennell
- Veronica arcuata (B.G.Briggs & Ehrend.) B.G.Briggs
- Veronica arenaria A.Cunn. ex Benth.
- Veronica arenosa (Serg.) Boriss.
- Veronica arganthera (Garn.-Jones, Bayly, W.G.Lee & Rance) Garn.-Jones
- Veronica argute-serrata Regel & Schmalh.
- Veronica armena Boiss. & A.Huet – przetacznik armeński
- Veronica armstrongii Johnson ex J.B.Armstr.
- Veronica arvensis L. – przetacznik polny
- Veronica aucheri Boiss.
- Veronica austriaca L. – przetacznik ząbkowany
- Veronica avromanica M.A.Fisch.
- Veronica aznavourii Dörfl.
- Veronica bachofenii Heuff. – przetacznik Bachofena
- Veronica balansae Stroh
- Veronica baranetzkii Bordz.
- Veronica barkeri Cockayne
- Veronica barrelieri H.Schott ex Roem. & Schult.
- Veronica baumgartenii Roem. & Schult.
- Veronica baylyi Garn.-Jones
- Veronica beccabunga L. – przetacznik bobowniczek
- Veronica bellidioides L. – przetacznik stokrotkowy
- Veronica benthamii Hook.f.
- Veronica besseya M.M.Mart.Ort. & Albach
- Veronica × bidwillii Hook.
- Veronica biggarii Cockayne
- Veronica biloba Schreb. ex L.
- Veronica birleyi N.E.Br.
- Veronica bishopiana Petrie
- Veronica blakelyi (B.G.Briggs & Ehrend.) B.G.Briggs
- Veronica × blockiana (Trávn.) Albach
- Veronica bogosensis Tumadz.
- Veronica bollonsii Cockayne
- Veronica bombycina Boiss. & Kotschy
- Veronica borisovae Holub
- Veronica bozakmanii M.A.Fisch.
- Veronica brachysiphon (Summerh.) Bean
- Veronica brassii (Pennell) Albach
- Veronica breviracemosa W.R.B.Oliv.
- Veronica buchananii Hook.f.
- Veronica bucharica B.Fedtsch.
- Veronica bullii (Eaton) M.M.Mart.Ort. & Albach
- Veronica bungei Boiss.
- Veronica cachemirica Gand.
- Veronica caespitosa Boiss. – przetacznik darniowy
- Veronica calcicola (Bayly & Garn.-Jones) Garn.-Jones
- Veronica californica M.M.Mart.Ort. & Albach
- Veronica callitrichoides Kom.
- Veronica calycina R.Br.
- Veronica campylopoda Boiss.
- Veronica cana Wall. ex Benth.
- Veronica canbyi (Pennell) M.M.Mart.Ort. & Albach
- Veronica canterburiensis J.B.Armstr.
- Veronica capillipes Nevski
- Veronica capitata Royle ex Benth.
- Veronica capsellicarpa Dubovik
- Veronica cardiocarpa (Kar. & Kir.) Walp.
- Veronica carminea Albach
- Veronica carsei Petrie
- Veronica carstensensis Wernham
- Veronica × cassinioides Matthews ex Petrie
- Veronica catarractae G.Forst.
- Veronica catenata Pennell – przetacznik wodny
- Veronica caucasica M.Bieb. – przetacznik kaukaski
- Veronica ceratocarpa C.A.Mey.
- Veronica cetikiana Öztürk
- Veronica chamaedrys L. – przetacznik ożankowy
- Veronica chamaepithyoides Lam.
- Veronica chathamica Buchanan
- Veronica chayuensis D.Y.Hong
- Veronica cheesemanii Benth.
- Veronica chinoalpina T.Yamaz.
- Veronica chionantha Bornm.
- Veronica chionohebe Garn.-Jones
- Veronica ciliata Fisch.
- Veronica ciliolata (Hook.f.) Cheeseman
- Veronica cinerea Boiss. & Balansa – przetacznik szary
- Veronica cockayneana Cheeseman
- Veronica colensoi Hook.f.
- Veronica colostylis Garn.-Jones
- Veronica consolatae Chiov.
- Veronica continua B.G.Briggs
- Veronica copelandii Eastw.
- Veronica corriganii (Carse) Garn.-Jones
- Veronica cretacea Ostapko
- Veronica crinita Kit. ex Schult.
- Veronica crista-galli Steven
- Veronica cryptomorpha (Bayly, Kellow, G.E.Harper & Garn.-Jones) Garn.-Jones
- Veronica cuneifolia D.Don
- Veronica cupressoides Hook.f.
- Veronica cusickii A.Gray
- Veronica cymbalaria Bodard
- Veronica × czemalensis Kosachev & Albach
- Veronica czerniakowskiana Monjuschko
- Veronica dabneyi Hochst. ex Seub.
- Veronica daghestanica Trautv.
- Veronica dalmatica Padilla-García, Rojas-Andrés, López-González & M.M.Mart.Ort.
- Veronica daranica Saeidi & Ghahr.
- Veronica daurica Steven
- Veronica davisii M.A.Fisch.
- Veronica debilis Freyn
- Veronica decora (Ashwin) Garn.-Jones
- Veronica decorosa F.Muell.
- Veronica decumbens J.B.Armstr.
- Veronica deltigera Wall. ex Benth.
- Veronica densiflora Ledeb.
- Veronica densifolia (F.Muell.) F.Muell.
- Veronica denudata Albov
- Veronica derwentiana Andrews
- Veronica dichrus Schott & Kotschy
- Veronica dieffenbachii Benth.
- Veronica dilatata (G.Simpson & J.S.Thomson) Garn.-Jones
- Veronica dillenii Crantz – przetacznik Dillena
- Veronica diosmifolia A.Cunn.
- Veronica diosmoides Schltr.
- Veronica dissecta (Rydb.) M.M.Mart.Ort. & Albach
- Veronica distans R.Br.
- Veronica × divergens Cheeseman
- Veronica donetzica Ostapko
- Veronica donii Römpp
- Veronica elliptica G.Forst.
- Veronica elmaliensis M.A.Fisch.
- Veronica emodi T.Yamaz.
- Veronica epacridea Hook.f.
- Veronica × erecta Kirk
- Veronica erinoides Boiss. & Spruner
- Veronica eriogyne H.J.P.Winkl.
- Veronica ersin-yucelii Yaylacı, O.Koyuncu & Ocak
- Veronica euphrasiifolia Link
- Veronica evenosa Petrie
- Veronica × fairfieldii Hook.f.
- Veronica fargesii Franch.
- Veronica farinosa Hausskn.
- Veronica fedtschenkoi Boriss.
- Veronica ferganica Popov
- Veronica filifolia Lipsky
- Veronica filiformis Sm. – przetacznik nitkowaty
- Veronica filipes P.C.Tsoong
- Veronica flavida (Bayly, Kellow & de Lange) Garn.-Jones
- Veronica formosa R.Br.
- Veronica forrestii Diels – przetacznik Forresta
- Veronica fragilis Boiss. & Hausskn.
- Veronica × franciscana Eastw.
- Veronica francispetae M.A.Fisch.
- Veronica fraterna N.E.Br.
- Veronica fridericae M.A.Fisch.
- Veronica fruticans Jacq. – przetacznik krzewinkowy
- Veronica fruticulosa L. – przetacznik rozkrzewiony
- Veronica fuhsii Freyn & Sint.
- Veronica galathica Boiss.
- Veronica gandhii Kottaim.
- Veronica gaubae Bornm.
- Veronica gentianoides Vahl – przetacznik goryczkowy
- Veronica gibbsii Kirk
- Veronica glandulosa Hochst. ex Benth.
- Veronica glauca Sm.
- Veronica glaucophylla Cockayne
- Veronica × godronii Rouy
- Veronica gorbunovii Gontsch.
- Veronica gracilis R.Br.
- Veronica grandiflora Gaertn.
- Veronica × grisea Kosachev & A.L.Ebel
- Veronica grisebachii Walters
- Veronica grosseserrata B.G.Briggs & Ehrend.
- Veronica gunae Schweinf. ex Engl.
- Veronica haastii Hook.f.
- Veronica hectorii Hook.f.
- Veronica hederifolia L. – przetacznik bluszczykowy
- Veronica henryi T.Yamaz.
- Veronica heureka (M.A.Fisch.) Tzvelev
- Veronica hillebrandii F.Muell.
- Veronica himalensis D.Don
- Veronica hispidula Boiss. & A.Huet
- Veronica hookeri (Buchanan) Garn.-Jones
- Veronica hookeriana Walp. – przetacznik Hookera
- Veronica hulkeana F.Muell. ex Hook.f.
- Veronica idahoensis M.M.Mart.Ort. & Albach
- Veronica incana L.
- Veronica inflexa Albach
- Veronica insularis Cheeseman
- Veronica intercedens Bornm.
- Veronica ionantha Albach
- Veronica japonensis Makino
- Veronica javanica Blume
- Veronica jovellanoides Garn.-Jones & de Lange
- Veronica kaiseri Täckh.
- Veronica kellowiae Garn.-Jones
- Veronica khorassanica Czerniak.
- Veronica kindlii Adamović
- Veronica × kirkii J.B.Armstr.
- Veronica × kolyvanensis Kosachev & Shmakov
- Veronica kopetdaghensis B.Fedtsch. ex Boriss.
- Veronica kopgecidiensis Öztürk & M.A.Fisch.
- Veronica kotschyana Benth.
- Veronica krasnoborovii Kosachev & Shaulo
- Veronica krylovii Schischk.
- Veronica kurdica Benth.
- Veronica × lackschewitzii J.Keller
- Veronica laeta Kar. & Kir.
- Veronica × laevastonii (Cockayne & Allan) Garn.-Jones
- Veronica lanceolata Benth.
- Veronica lanosa Royle ex Benth.
- Veronica lanuginosa Benth. ex Hook.f.
- Veronica lavaudiana Raoul
- Veronica laxa Benth.
- Veronica laxissima D.Y.Hong
- Veronica leiocarpa Boiss.
- Veronica leiophylla Cheeseman
- Veronica × leiosala (Cockayne & Allan) Garn.-Jones
- Veronica lendenfeldii F.Muell.
- Veronica × lewisii J.B.Armstr.
- Veronica ligustrifolia A.Cunn.
- Veronica lilliputiana Stearn
- Veronica linariifolia Pall. ex Link
- Veronica linearis (Bornm.) Rojas-Andrés & M.M.Mart.Ort.
- Veronica linifolia Hook.f.
- Veronica lithophila (B.G.Briggs & Ehrend.) B.G.Briggs
- Veronica liwanensis K.Koch
- Veronica × loganioides J.B.Armstr.
- Veronica longifolia L. – przetacznik długolistny
- Veronica longipedicellata Saeidi
- Veronica longipetiolata D.Y.Hong
- Veronica luetkeana Rupr.
- Veronica lyallii Hook.f. – przetacznik Lyalla
- Veronica lycica E.Lehm.
- Veronica lycopodioides Hook.f.
- Veronica maccaskillii (Allan) Heenan
- Veronica macrantha Hook.f.
- Veronica macrocalyx J.B.Armstr.
- Veronica macrocarpa Vahl
- Veronica macropoda Boiss.
- Veronica macrostachya Vahl
- Veronica macrostemon Bunge
- Veronica magna M.A.Fisch.
- Veronica × major (Benth.) Wettst.
- Veronica mampodrensis Losa & P.Monts.
- Veronica mannii Hook.f.
- Veronica masoniae (L.B.Moore) Garn.-Jones
- Veronica matthewsii Cheeseman
- Veronica × mauksii Hulják
- Veronica mazanderanae Wendelbo
- Veronica × media Schrad.
- Veronica melanocaulon Garn.-Jones
- Veronica mexicana S.Watson
- Veronica michauxii Lam.
- Veronica micrantha Hoffmanns. & Link
- Veronica microcarpa Boiss.
- Veronica miqueliana Nakai
- Veronica mirabilis Wendelbo
- Veronica missurica Raf.
- Veronica monantha Merr.
- Veronica montana L. – przetacznik górski
- Veronica montbretii M.A.Fisch.
- Veronica monticola Trautv.
- Veronica mooreae (Heads) Garn.-Jones
- Veronica morrisonicola Hayata
- Veronica multifida L. – przetacznik wielodzielny
- Veronica muratae T.Yamaz.
- Veronica murrellii (G.Simpson & J.S.Thomson) Garn.-Jones
- Veronica × myriantha Tosh.Tanaka
- Veronica nakaiana Ohwi
- Veronica nevadensis (Pau) Pau
- Veronica nipponica Makino ex Furumi
- Veronica nivea Lindl.
- Veronica notabilis F.Muell. ex Benth.
- Veronica notialis Garn.-Jones
- Veronica novae-hollandiae Poir.
- Veronica nummularia Gouan
- Veronica oblongifolia (Pennell) M.M.Mart.Ort. & Albach
- Veronica obtusata Cheeseman
- Veronica ochracea (Ashwin) Garn.-Jones
- Veronica odora Hook.f.
- Veronica oetaea Gustavsson
- Veronica officinalis L. – przetacznik leśny
- Veronica ogurae (T.Yamaz.) Albach
- Veronica olgensis Kom.
- Veronica oligosperma Hayata
- Veronica oltensis Woronow
- Veronica onoei Franch. & Sav.
- Veronica opaca Fr. – przetacznik ćmy
- Veronica orbiculata A.Kern.
- Veronica orchidea Crantz
- Veronica orientalis Mill. – przetacznik wschodni
- Veronica ornata Monjuschko  – przetacznik ozdobny
- Veronica orsiniana Ten.
- Veronica ovata Nakai
- Veronica oxycarpa Boiss.
- Veronica ozturkii Yıld.
- Veronica paederotae Boiss.
- Veronica panormitana Tineo ex Guss.
- Veronica papuana (P.Royen & Ehrend.) Albach
- Veronica pareora (Garn.-Jones & Molloy) Garn.-Jones
- Veronica parnkalliana J.M.Black
- Veronica parviflora Vahl
- Veronica parvifolia Vahl
- Veronica pauciramosa (Cockayne & Allan) Garn.-Jones
- Veronica paysonii (Pennell & L.O.Williams) M.M.Mart.Ort. & Albach
- Veronica pectinata L. – przetacznik grzebieniasty
- Veronica peduncularis M.Bieb. – przetacznik cieniolubny
- Veronica pentasepala (L.B.Moore) Garn.-Jones
- Veronica perbella (de Lange) Garn.-Jones
- Veronica peregrina L. – przetacznik obcy
- Veronica perfoliata R.Br.
- Veronica persica Poir. – przetacznik perski
- Veronica petraea Steven – przetacznik skalny
- Veronica petriei (Buchanan) Kirk
- Veronica phormiiphila Garn.-Jones
- Veronica pimeleoides Hook.f.
- Veronica pinguifolia Hook.f.
- Veronica pinnata L.
- Veronica piroliformis Franch.
- Veronica planopetiolata G.Simpson & J.S.Thomson
- Veronica plantaginea E.James
- Veronica platyarpa Pennell
- Veronica plebeia R.Br.
- Veronica polifolia Benth.
- Veronica polita Fr. – przetacznik lśniący
- Veronica polium P.H.Davis
- Veronica poljensis Murb.
- Veronica ponae Gouan
- Veronica pontica (Rupr. ex Boiss.) Wettst.
- Veronica poppelwellii Cockayne
- Veronica porphyriana Pavlov
- Veronica praecox All. – przetacznik wczesny
- Veronica propinqua Cheeseman
- Veronica prostrata L. – przetacznik rozesłany
- Veronica pubescens Banks & Sol. ex Benth.
- Veronica pulvinaris (Hook.f.) Cheeseman
- Veronica punicea Garn.-Jones
- Veronica pusanensis Y.N.Lee
- Veronica pusilla Kotschy ex Boiss.
- Veronica pyrethrina Nakai
- Veronica quadrifaria Kirk
- Veronica quezelii M.A.Fisch.
- Veronica rakaiensis J.B.Armstr.
- Veronica ramosissima Boriss.
- Veronica ranunculina (Pennell) M.M.Mart.Ort. & Albach
- Veronica raoulii Hook.f.
- Veronica rapensis F.Br.
- Veronica rechingeri M.A.Fisch.
- Veronica regina-nivalis M.M.Mart.Ort. & Albach
- Veronica repens Clarion ex DC. – przetacznik płożący
- Veronica reuteriana Boiss.
- Veronica reverdattoi Krasnob.
- Veronica rhodopea (Velen.) Degen ex Stoj. & Stef. – przetacznik rodopski
- Veronica riae H.J.P.Winkl.
- Veronica rigidula Cheeseman
- Veronica ritteriana (Eastw.) M.M.Mart.Ort. & Albach
- Veronica rivalis Garn.-Jones
- Veronica robusta (Prain) T.Yamaz.
- Veronica rockii H.L.Li
- Veronica rosea Desf.
- Veronica rotunda Nakai
- Veronica rubra (Douglas ex Hook.) M.M.Mart.Ort. & Albach
- Veronica rubrifolia Boiss.
- Veronica rupicola Cheeseman
- Veronica sajanensis Printz
- Veronica salicifolia G.Forst.
- Veronica salicornioides Hook.f.
- Veronica samuelssonii Rech.f.
- Veronica × sapiehae (Błocki ex Holub) Albach
- Veronica × sapozhnikovii Kosachev
- Veronica sartoriana Boiss. & Heldr.
- Veronica satureiifolia Poit. & Turpin
- Veronica saturejoides Vis. – przetacznik cząbrowaty
- Veronica saxicola (de Lange) Heenan
- Veronica scardica Griseb.
- Veronica schistosa E.A.Busch
- Veronica schizantha (Piper) M.M.Mart.Ort. & Albach
- Veronica × schmakovii Kosachev
- Veronica schmidtiana Regel – przetacznik Schmidta
- Veronica scopulorum (Bayly, de Lange & Garn.-Jones) Garn.-Jones
- Veronica scrupea Garn.-Jones
- Veronica scutellata L. – przetacznik błotny
- Veronica senex (Garn.-Jones) Garn.-Jones
- Veronica sennenii (Pau) M.M.Mart.Ort. & E.Rico
- Veronica serpyllifolia L. – przetacznik macierzankowy
- Veronica × sessiliflora Bunge
- Veronica shichengensis (S.S.Ying) S.S.Ying
- Veronica siaretensis E.Lehm.
- Veronica sibthorpioides Debeaux ex Degen & Herv.
- Veronica sieboldiana Miq.
- Veronica simensis Fresen.
- Veronica × simmonsii Cockayne
- Veronica simulans Garn.-Jones
- Veronica × smirnovii Kosachev & D.A.German
- Veronica sobolifera B.G.Briggs & Ehrend.
- Veronica societatis (Bayly & Kellow) Garn.-Jones
- Veronica spathulata Benth.
- Veronica speciosa R.Cunn. ex A.Cunn.
- Veronica spectabilis (Garn.-Jones) Garn.-Jones
- Veronica spicata L. – przetacznik kłosowy
- Veronica spirei Bonati
- Veronica spuria L. – przetacznik zwodny
- Veronica stamatiadae M.A.Fisch. & Greuter
- Veronica stelleri Pall. ex Schrad. & Link
- Veronica stenophylla Steud.
- Veronica steppacea Kotov
- Veronica stewartii Pennell
- Veronica stricta Banks & Sol. ex Benth.
- Veronica strictissima (Kirk) Garn.-Jones
- Veronica strigosa Albach
- Veronica stylophora Popov ex Vved.
- Veronica subalpina Cockayne
- Veronica subfulvida (G.Simpson & J.S.Thomson) Garn.-Jones
- Veronica sublobata M.A.Fisch. – przetacznik blady
- Veronica subsessilis (Miq.) Furumi
- Veronica subtilis B.G.Briggs & Ehrend.
- Veronica surculosa Boiss. & Balansa – przetacznik odroślowy
- Veronica sutchuenensis Franch.
- Veronica syriaca Roem. & Schult.
- Veronica szechuanica Batalin
- Veronica tairawhiti (B.D.Clarkson & Garn.-Jones) Garn.-Jones
- Veronica taiwanica T.Yamaz.
- Veronica taurica Willd. – przetacznik krymski
- Veronica tauricola Bornm.
- Veronica teberdensis (Kem.-Nath.) Boriss.
- Veronica telephiifolia Vahl – przetacznik wronilcolistny
- Veronica tenuifolia Asso
- Veronica tenuissima Boriss.
- Veronica tetragona Hook.
- Veronica tetrasticha Hook.f.
- Veronica teucrioides Boiss. & Heldr.
- Veronica teucrium L. – przetacznik pagórkowy
- Veronica thessalica Benth.
- Veronica thomsonii (Buchanan) Cheeseman
- Veronica thracica Velen.
- Veronica thymifolia Sm.
- Veronica thymoides P.H.Davis
- Veronica tianschanica Lincz.
- Veronica tibetica D.Y.Hong
- Veronica topiaria (L.B.Moore) Garn.-Jones
- Veronica townsonii Cheeseman
- Veronica traversii Hook.f.
- Veronica treadwellii (Cockayne & Allan) Garn.-Jones
- Veronica trichadena Jord. & Fourr.
- Veronica trifida Petrie
- Veronica triloba (Opiz) Opiz – przetacznik trójklapowy
- Veronica triphyllos L. – przetacznik trójlistkowy
- Veronica truncatula Colenso
- Veronica tsinglingensis D.Y.Hong
- Veronica tubata (Diels) Albach
- Veronica tumadzhanovii Mardal.
- Veronica tumida Kirk
- Veronica turrilliana Stoj. & Stef.
- Veronica umbelliformis Pennell
- Veronica undulata Wall.
- Veronica × uniflora Kirk
- Veronica urticifolia Jacq. – przetacznik pokrzywolistny
- Veronica urvilleana (W.R.B.Oliv.) Garn.-Jones
- Veronica utahensis M.M.Mart.Ort. & Albach
- Veronica vandellioides Maxim.
- Veronica vandewateri Wernham
- Veronica velutina (B.G.Briggs & Ehrend.) B.G.Briggs
- Veronica vendettadeae Albach
- Veronica venustula Colenso
- Veronica verna L. – przetacznik wiosenny
- Veronica vernicosa Hook.f.
- Veronica viscosa Boiss.
- Veronica × wallii Garn.-Jones
- Veronica wilhelminensis Albach
- Veronica wormskjoldii Roem. & Schult.
- Veronica wulingensis S.S.Ying
- Veronica wyomingensis (A.Nelson) M.M.Mart.Ort. & Albach
- Veronica yildirimlii Öztürk
- Veronica yunnanensis D.Y.Hong
- Veronica zygantha Garn.-Jones